# María Eugenia Suárez
María Eugenia Suárez Riveiro, conosciuta come China Suárez (IPA: ˈtʃi.na ˈswaɾes; Buenos Aires, 9 marzo 1992) è un'attrice, cantante e modella argentina.

## Biografia
Nasce a Buenos Aires il 9 marzo 1992, figlia di Guillermo Suárez e Marcela Riveiro Mitsumori. Ha un fratello di cinque anni più grande, Agustín. Dal lato paterno ha origini spagnole, dalla Galizia e dalla Catalogna, mentre da parte di madre ha origini giapponesi, infatti sua nonna materna, Marta Mitsumori nata in Argentina, è figlia di immigrati giapponesi. Ha cugini che vivono nella Prefettura di Kōchi, Shikoku. Sin da piccola viene soprannominata "China" per via dei suoi occhi a mandorla, e perché secondo lei stessa, "Japonesa" ("Giapponese" in lingua spagnola) era un soprannome molto lungo.

### Carriera
In un programma televisivo ha confessato che è stata vittima di bullismo, dai suoi compagni di scuola, per essere famosa e lavorare in televisione. La sua carriera ha inizio nel campo televisivo con alcuni spot pubblicitari e come modella per marchi come 47 Street, Como quieres que te quiera, Sweet Victorian, CYzone, Doll Fins, Penny Love e Muaa.
I suoi primi lavori come attrice iniziano all'età di undici anni, nel 2003, nella telenovela creata da Cris Morena, Rincón de luz, dove interpreta Pía Contreras. Nel 2004, e in pochi episodi nel 2005, partecipa alla telenovela Flor - Speciale come te nel ruolo di Paz, sorella di Clara Alcántara e successivamente fidanzata di Martín Fritzenwalden.  L'anno successivo prende parte a Amor mío, interpretando Violeta e nel 2006 ha avuto il suo primo ruolo da co-protagonista nella serie televisiva Amo de casa nel ruolo di Catalina. Dal 2007 al 2010 interpreta una dei protagonisti principali nella telenovela Teen Angels nel ruolo di Jazmín Romero, formando anche il gruppo musicale TeenAngels, che nel gennaio 2011 abbandona, lasciando il posto a Rocío Igarzábal. Dal 2011 al 2012 prende parte alla telenovela Los únicos, nel ruolo di Sofía Reyes, sempre nel 2012 ottiene il suo primo ruolo da protagonista nella miniserie di Cosmopolitan, 30 días juntos, dove interpreta Elena "Leni" Correa, in cui canta la sigla d'apertura.
Nel 2013 è nel cast di Solamente vos, nel ruolo di Julieta Cousteau. A causa della gravidanza è costretta a lasciare il ruolo, ma ritorna dopo aver partorito. Nel 2014 è una dei protagonisti della telenovela Camino al amor, dove interpreta Pía Arriaga. Il 11 aprile 2015 ha pubblicato attraverso il suo canale ufficiale YouTube la cover della canzone All of Me di John Legend. A giugno esce il film, di cui è la protagonista, Abzurdah, basato sull'autobiografia del libro della scrittrice argentina Cielo Latini, sui suoi problemi alimentari da adolescente, dove interpreta Cielo. Per il film ha anche registrato una propria versione di Trátame suavemente dei Soda Stereo. A settembre ha lanciato la propria linea di abbigliamento China by Natalia Antolin come capsule collection all'interno del marchio della stilista.

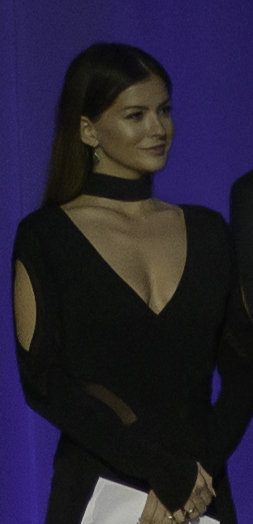
China Suarez nel 2016

Nel 2016 doppia per la versione sudamericana il personaggio Meena nel film d'animazione Sing, diretto da Garth Jennings. A maggio esce il film diretto da Daniela Goggi, El hilo rojo, che la vede protagonista nel ruolo di Abril, a fianco dell'attore cileno Benjamín Vicuña. Per il film ha eseguito una cover della canzone You Know I'm No Good di Amy Winehouse. Nel 2017 recita nel film Los padecientes, basato sull'omonimo libro di Gabriel Rolón, un thriller psicologico, diretto da Nicolás Tuozzo. Nel maggio 2018 apre il locale China by Antolín a Palermo, Buenos Aires.
Nel 2019 è protagonista, insieme a un ampio cast, della telenovela Argentina, tierra de amor y venganza, dove interpreta il personaggio di Raquel Novack, una giovane donna polacca che emigra in Argentina con la promessa di un matrimonio con un uomo ricco, ma che al suo arrivo è soggetta alla prostituzione. Sempre nello stesso anno è stata la voce narrante dell'episodio 8 della serie televisiva Otros pecados di Canal 13, e ha fatto un cameo in un episodio della serie di Flow e Canal 13, Chueco en línea, con Adrián Suar. Nel 2021 ha recitato nella serie televisiva Terapia di coppia... aperta di Star+, nel ruolo di Malena, accanto a Benjamín Vicuña, dove interpretano una coppia di amanti che ricorre alla terapia per separarsi. Nello stesso anno ha ripreso il ruolo per il doppiaggio latinoamericano del film Sing 2 - Sempre più forte, sequel del film Sing del 2016, dove ha doppiato nuovamente Meena.

## Vita privata
Dal 2012 al 2013 ha avuto una relazione con l'attore Nicolás Cabré, da cui il 18 luglio 2013 è nata Rufina. Dal 2016 al 2021 è stata legata all'attore cileno Benjamín Vicuña, con cui ha avuto due figli: Magnolia, nata il 7 febbraio 2018, e Amancio, nato il 28 luglio 2020. Dal 2024 ha una relazione con il calciatore Mauro Icardi, ufficializzata l'8 gennaio 2025.

## Filmografia

### Cinema
- Abzurdah, regia di Daniela Goggi (2015)
- El hilo rojo, regia di Daniela Goggi (2016)
- Los padecientes, regia di Nicolás Tuozzo (2017)
- Sólo se vive una vez, regia di Federico Cueva (2017)
- Así habló el cambista, regia di Federico Veiroj (2019)
- Pacto de fuga, regia di David Albala (2019)
- Hasta el cielo ida y vuelta, regia di Sebastián Pivotto (2020)
- La casa degli oggetti (Objetos), regia di Jorge Dorado (2022)
- El duelo, regia di Augusto Tejada (2023)
- Linda, regia di Mariana Wainstein (2024)

### Televisione
- Tiempo final – serial TV, (2002)
- Rincón de luz – serial TV, (2003)
- Flor - Speciale come te (Floricienta) – serial TV, (2004-2005)
- Amor mío – serie TV, (2006)
- Amo de casa – serial TV, (2006)
- Teen Angels (Casi Ángeles) – serial TV, (2007-2010)
- Los únicos – serial TV, (2011-2012)
- 30 días juntos – serial TV, (2012)
- Solamente vos – serial TV, (2013)
- Camino al amor – serial TV, (2014)
- Sandro de América – serie TV, (2018)
- Sitiados – serie TV, (2018)
- Argentina, tierra de amor y venganza – serial TV, (2019)
- Chueco en linea – serie TV, 1 episodio (2019)
- El host – serie TV, (2019)
- Otros pecados – serie TV, (2019)
- El jardín de bronce – serie TV, (2019)
- Berko: el arte de callar – miniserie TV, (2019)
- Tu parte del trato – serie TV, (2019)
- Héroes invisibles – serie TV, (2019)
- 62: Historia de un mundial – serie TV, (2020)
- Solitarios anónimos – serie TV, (2020)
- Terapia di coppia... aperta (Terapia alternativa) – serie TV, 11 episodi (2021-2024)
- Il boss del condominio (El encargado) – serie TV, 1 episodio (2024)
- Camaleón, el pasado no cambia – serie TV, 6 episodi (2025)

### Doppiaggio
- Meena in Sing (2016) e Sing 2 - Sempre più forte (2021)

## Discografia

### Da solista

#### Singoli
- 2022 – Lo que dicen de mi
- 2023 – Desaniversario
- 2023 – Pasatiempo (con Ecko)
- 2023 – Ay ay ay
- 2023 – El amor que tú me das (con Rodrigo Tapari)
- 2023 – Corazón de cartón
- 2024 – Me gusta (con Ecko)

#### Collaborazioni
- 2022 – El juego del amor (Santi Celli con La China)
- 2022 – Ya no quiero verte (El Polaco con La China)
- 2023 – Hipnotizados (Rusherking con La China)
- 2023 – La culpa (The La Planta con La China)

### Con i TeenAngels

#### Album in studio
- 2007 – TeenAngels 1
- 2008 – TeenAngels 2
- 2009 – TeenAngels 3
- 2010 – TeenAngels 4

#### EP
- 2008 – Coca-Cola Music
- 2009 – Coca-Cola La Magia Está Con Vos

#### Singoli
- 2007 – Voy por más
- 2008 – A ver si pueden
- 2008 – A decir que sí
- 2008 – Hoy quiero
- 2009 – Que nos volvamos a ver
- 2009 – Vuelvo a casa
- 2009 – Cada vez que sale el sol
- 2009 – Navidad
- 2010 – Vos ya sabés
- 2010 – Miedo a perderte
- 2010 – Bravo por la tierra

#### Raccolte
- 2010 – Teen Angels: La Historia

#### Album dal vivo
- 2008 – Casi Ángeles en vivo teatro Gran Rex 2008
- 2009 – Casi Ángeles en vivo teatro Gran Rex 2009
- 2010 – Casi Ángeles en vivo en Israel

#### Ristampe internazionali
- 2009 – Teen Angels: Edición Especial España
- 2010 – Quase Anjos

#### Colonne sonore
- 2003 – Rincón de luz
- 2012 – Nada es igual (30 días juntos)
- 2015 – Tratame suavemente (Abzurdah)
- 2016 – You Know I'm No Good (El hilo rojo)

## Videografia
con i TeenAngels
- 2007 – Casi Ángeles
- 2007 – Voy por más[46]
- 2007 – Reina gitana[47]
- 2008 – Nenes bien[48]
- 2008 – A ver si pueden[49]
- 2008 – A decir que sí[50]
- 2008 – Un paso[51]
- 2009 – Hoy quiero[52]
- 2009 – Que nos volvamos a ver[53]
- 2009 – Vuelvo a casa[54]
- 2009 – El lugar real
- 2009 – Cada vez que sale el sol[55]
- 2009 – Navidad[56]
- 2010 – Vos ya sabés[57]
- 2010 – Miedo a perderte[58]
- 2010 – Bravo por la tierra[59]
- 2010 – Estoy aquí otra vez[60]

Da solista
- 2022 – Lo que dicen de mi
- 2023 – Desaniversario
- 2023 – Pasatiempo (con Ecko)
- 2023 – Ay ay ay
- 2023 – El amor que tú me das (con Rodrigo Tapari)
- 2023 – Corazón de cartón
- 2024 – Me gusta (con Ecko)

Di canzoni in collaborazione
- 2022 – Santi Celli con La China – El juego del amor
- 2022 – El Polaco con La China – Ya no quiero verte
- 2023 – Rusherking con La China – Hipnotizados
- 2023  – The La Planta con La China – La culpa

Apparizioni in video musicali di altri artisti
- 2014 – David Bisbal - Hoy
- 2022 – Rusherking con Dread Mar-I - Perfecta

## Teatro
- Rincón de luz (2003)
- Los únicos (2011-2012)

## Tournée
- 2007/10 – Tour Teen Angels y Casi Ángeles[61]

## Riconoscimenti
- Kids' Choice Awards Argentina
  - 2011 – Miglior attrice per Teen Angels[62]
  - 2011 – Candidatura alla rivelazione per Teen Angels[63]
  - 2013 – Candidatura alla celebrità su Twitter[64]
  - 2014 – Candidatura alla diosa[65]
  - 2015 – Candidatura come diosa
- MTV Millennial Awards
  - 2014 – Candidatura al francotuiteador argentino dell'anno
  - 2015 – Candidatura all'Instagrammer argentino dell'anno
- Premio Sur
  - 2015 – Candidatura alla miglior attrice protagonista per Abzurdah
  - 2015 – Rivelazione femminile per Abzurdah
- Condor d'argento
  - 2016 – Candidatura alla rivelazione femminile per Abzurdah

## Doppiatrici italiane
Nelle versioni in italiano  opere in cui ha recitato, China Suárez è stata doppiata da:
- Elena Liberati in Flor - Speciale come te[66]
- Roberta De Roberto in Teen Angels[67]
- Perla Liberatori in Terapia di coppia... aperta
- Federica Simonelli in La casa degli oggetti[68]